# درزنوو
درزنوو (به آلمانی: Dersenow) یک شهر در آلمان است که در لودویگسلوست-پارشیم واقع شده‌است. درزنوو ۵۱۵ نفر جمعیت دارد.